# Eisenfelden
Eisenfelden ist ein Gemeindeteil der Gemeinde Winhöring im oberbayerischen Landkreis Altötting. Das Dorf liegt nahe dem linken Ufer des Inn, etwa drei Kilometer östlich von Winhöring.

## Geschichte
Erstmals urkundlich erwähnt wurde Eysenfelden 1468 im Urbarium der Dompropstei Bamberg vom Jahr 1468. Der Ortsname bedeutet Bei den Isenfeldern und leitet sich von der einst an dieser Stelle vorbeifließenden Isen ab.
Verkehrlich gewann Eisenfelden Ende des 19. Jahrhunderts durch den Bau der Bahnstrecke München–Simbach an Bedeutung, als hier bis 1871 der heute unter Denkmalschutz stehende Bahnhof Neuötting errichtet wurde. An die südlich des Inns gelegenen Städte Neuötting und Altötting war der Bahnhof von 1906 bis 1930 durch eine Dampfstraßenbahn angebunden. Die südlich am Ort vorbeiführende Straße wurde 1989 als Bundesstraße 588 ausgewiesen.
Eisenfelden ist Sitz des Zollamts Altötting.

## Söhne und Töchter des Ortes
- Hermann Etzel (1882–1978), Bundestags- und Landtagsabgeordneter